# Bernardia gambosa
Bernardia gambosa är en törelväxtart som beskrevs av Johannes Müller Argoviensis. Bernardia gambosa ingår i släktet Bernardia och familjen törelväxter. Inga underarter finns listade i Catalogue of Life.